# Il conformismo
Il conformismo è un libro scritto da Angelica Mucchi Faina, docente universitaria di psicologia, nel quale l'autrice descrive le caratteristiche del perfetto conformista, dai tratti della personalità al livello di autostima, dalle differenze socioanagrafiche alla età, sesso, e status sociale, dalla ricerca di una coesione di gruppo all'individuazione.
La cultura del conformismo, ossia la tirannia della maggioranza, si è potuta imporre grazie al fenomeno della massificazione, necessario secondo David Riesman ed Erich Fromm per sfuggire al senso di solitudine.
Le cause dell'adesione conformistica, vanno ricercate nell'utilità personale, nelle pressioni sociali e della norma, nella informazione sociale suggestionante, nell'attrazione per il gruppo.
Nella ultima parte del libro, l'autrice si occupa delle varie sfumature del conformismo, dall'accettazione alla convergenza e alla compiacenza, e delle sue manifestazioni, nell'azione, nel pensiero e nel comune sentire. Inoltre, vengono descritte le radici del conformismo, i vantaggi e gli svantaggi del conformismo, gli anticonformismi e i neoconformismi.

## Edizioni
- [Mucchi Faina], Il conformismo, Il Mulino, 1998,  pp.125 , cap.7.